# Would I Lie to You?
Would I Lie to You? – singel brytyjskiego duetu Eurythmics, wydany w 1985 roku.

## Ogólne informacje
Był to pierwszy singel z piątego studyjnego albumu zespołu Be Yourself Tonight i stanowił zwrot ku muzyce pop-rockowej, zrywając z dotychczasowym, elektronicznym brzmieniem Eurythmics. Piosenka okazała się sporym przebojem – choć w Wielkiej Brytanii zatrzymała się na miejscu 17., to w Stanach Zjednoczonych dotarła do pierwszej piątki, a w Australii stała się największym hitem duetu w całej jego karierze (dwa tygodnie na miejscu pierwszym). Na stronie B singla wydano piosenkę „Here Comes That Sinking Feeling”.

## Teledysk
Teledysk do utworu został wyreżyserowany przez Mary Lambert. Był on bardzo często emitowany w MTV, a okładka płyty Be Yourself Tonight to w rzeczywistości jedno z ujęć z tego wideoklipu.

## Listy przebojów
| Kraj              | Pozycja |
| ----------------- | ------- |
| Wielka Brytania   | 17      |
| Stany Zjednoczone | 5       |
| Kanada            | 5       |
| Irlandia          | 10      |
| Niemcy            | 34      |
| Holandia          | 24      |
| Szwajcaria        | 21      |
| Włochy            | 24      |
| Francja           | 41      |
| Holandia          | 24      |
| Szwecja           | 10      |
| Polska            | 6       |
| Australia         | 1       |
| Nowa Zelandia     | 5       |

## Certyfikaty i sprzedaż
| Kraj        | Certyfikat  | Sprzedaż |
| ----------- | ----------- | -------- |
| Kanada (MC) | złota płyta | 50 000+  |